# Pseudomusonia lineativentris
Pseudomusonia lineativentris är en bönsyrseart som beskrevs av Carl Stål 1877. Pseudomusonia lineativentris ingår i släktet Pseudomusonia och familjen Thespidae. Inga underarter finns listade i Catalogue of Life.